# Jueves de Pasión
Se denomina Jueves de Pasión al jueves que precede al Domingo de Ramos dentro de las festividades religiosas católicas encuadradas en la Semana Santa. No debe ser confundido con el Jueves Santo que se celebra una semana después, antes del Domingo de Resurrección.
La festividad del Jueves de Pasión se celebra en muchas localidades de Andalucía en España. Cumple la función de prolegómeno de la Semana Santa en el cual en las ciudades en las que existe vinculación con la "Semana de Pasión" se celebran actos y eventos relacionados.

## Celebración del Jueves de Pasión

### España
- En Córdoba, sale la Hermandad de la Salud[1] en procesión.
- En Málaga se llevan a cabo diversos traslados[2] de las imágenes para sus posteriores procesiones.
- En Sevilla se celebran cultos[3] en los diferentes templos de las hermandades.
- En Valladolid se celebran cultos[4] como Triduos o veneraciones a las imágenes.
- En Zamora se lleva a cabo el traslado procesional del Nazareno de San Frontis[5] de su parroquia hacia la Catedral.